# غابي واتسون
غابي واتسون (بالإنجليزية: Gabe Watson)‏ هو لاعب كرة قدم أمريكية أمريكي، ولد في 24 سبتمبر 1983 في نوفي في الولايات المتحدة.

## وصلات خارجية
- غابي واتسون على موقع مرجع كرة القدم المحترفة.كوم (الإنجليزية)